# Věznice Ma'asijahu
Věznice Ma'asijahu (hebrejsky: בית סוהר מעשיהו‎), provozovaná Izraelskou vězeňskou službou, je věznicí s minimální ostrahou nacházející se nedaleko města Ramla v Centrálním distriktu v Izraeli. Je určena zejména pro nelegální imigranty a ostatní odsouzené k deportaci, nicméně jsou v ní i Izraelci odsouzení za menší prohřešky. Věznice má zvláštní část určenou pro praktikující židy, která je přezdívána „Bejt midraš Ma'asijahu“ s ohledem na to, že v ní vládne studijní atmosféra a čas je věnovaný studiu Tóry.
V roce 2005 byla část věznice předělána, aby mohla pojmout zadržené protestující proti Šaronovu plánu jednostranného stažení z osad v Pásmu Gazy a na Západním břehu. Mezi známé vězně, kteří pobývali v Ma'asijahu, patří:
- Arje Deri (22 měsíců)
- Šlomo Benizri
- Moše Kacav[1]
- Benjamin Ze'ev Kahane

## Věznice v Izraeli
Věznice Ma'asijahu je jednou ze sítě věznic v Izraeli, které jsou rozděleny do severního, centrálního a jižního distriktu (okresu). Věznice v Izraeli mají maximální kapacitu danou zákonem - 14 500 vězňů. Během arabsko-izraelských konfliktů jich však bývá až 24 000. Dochází tak k porušování tohoto zákona, kdy část vězňů s ostrahou žije na ploše menší než tři metry čtvereční a spí na matracích na podlaze.
Zařízení IPS (Israel Prison Service), výslechová zařízení a předběžná zadržovací střediska IDF (Israel Defense Forces) jsou pravidelně monitorovány Mezinárodním výborem Červeného kříže a příležitostně Izraelskou advokátní komorou a Úřadem veřejného ochránce práv. Přesto všechno nemají izraelské věznice dobrou pověst a jsou často kritizovány za špatné zacházení s vězni.

### Severní distrikt (severně od Netanji)
- Věznice Carmel (křižovatka Oren)
- Věznice Damon (Rimon Junction)
- Věznice Gilboa (křižovatka HaShita, vedle věznice Shita)
- Věznice Hermon (křižovatka North Tzalmon Creek)
- Věznice Megiddo (křižovatka Megiddo)
- Věznice Shita (křižovatka HaShita, vedle věznice Gilboa)
- Věznice Tzalmon (křižovatka North Tzalmon Creek)

### Centrální distrikt (mezi Netanjou a Ašdodem)
- Věznice Ayalon (Ramla)
- Věznice Giv'on (Ramla)
- Věznice HaŠaron (křižovatka Hadarim)
- Věznice Ma'asijahu (Ramla)
- Věznice Nitzan-Magen (Ramla)
- Věznice pro ženy Neve Tirtza (Ramla)
- Vězení pro mladistvé Ofek (dokonce i Jehuda)
- Věznice Ofer (Západní břeh Jordánu, mezi Ramalláhem/Beituniya a Giv'at Ze'ev)
- Věznice Rimonim (dokonce i Jehuda)

### Jižní distrikt (jižně od Aškelonu a Jeruzaléma)
- Věznice Beerševa (vězeňský komplex v Beerševě)
  - Věznice Dekel
  - Věznice Eshel
  - Věznice Ela
- Věznice Ktzi'ot (křižovatka Ktzi'ot)
- Věznice Nafha (Micpe Ramon)
- Věznice Ramon (Micpe Ramon, hned vedle věznice Nafha)
- Věznice Saharonim (křižovatka Ktzi'ot)
- Věznice Šikma (Aškelon)

### Detenční střediska
- Detenční centrum Ejlat (jižní okres)
- Detenční centrum Hadarim (centrální okres)
- Detenční centrum Moscovia (Ruský areál))
- Detenční centrum Kishon (severní okres)
- Detenční centrum Nitzan (centrální okres)
- Detenční centrum Ohalei Kedar (jižní okres)
- Detenční centrum Petach Tikva (centrální okres)
- Vazební centrum Abu Kabir (Tel Aviv)